# Tarnawa Górna (Basses-Carpates)
Pour les articles homonymes, voir Tarnawa Górna.
Tarnawa Górna est une localité polonaise de la gmina de Zagórz, située dans le powiat de Sanok en voïvodie des Basses-Carpates.